# Contea di Baode
La contea di Baode (保德县S, Bǎodé XiànP) è una contea della Cina, situata nella provincia dello Shanxi e amministrata dalla prefettura di Xinzhou.